# Pont Cornuel
Le pont Cornuel aussi dénommé pont de cochet est un pont destiné au franchissement de la Juine, dans le département de l'Essonne en Île-de-France.

## Localisation
Le pont Cornuel est situé sur la commune de Bouray-sur-Juine et celle de Lardy et marque la frontière des deux.

## Histoire
Le pont est daté du milieu du XVIIIe siècle, vers 1757. L'architecte en est Boulanger.
L'édifice est reconstruit à l'identique.
L'édifice fait l'objet d'une inscription comme monument historique depuis le 6 mai 1980.

## Caractéristiques
Il est muni d'une seule arche.